# Shrek
Shrek – amerykański film animowany z 2001 w reżyserii Andrew Adamsona i Vicky Jenson, będący adaptacją ilustrowanej książki Shrek! autorstwa Williama Steiga.
Film został nagrodzony Nagrodą Akademii Filmowej w kategorii najlepszy film animowany pełnometrażowy na 74. ceremonii wręczenia Oscarów. Był to pierwszy Oscar w tej kategorii, gdyż nagrodę tę zaczęto przyznawać od 2003.
Piosenki w filmie śpiewają: Smash Mouth, Joan Jett, The Proclaimers, Jason Wade, The Baha Men i Rufus Wainwright.
W 2020 film został dodany do Narodowego Rejestru Filmowego Stanów Zjednoczonych i wybrany do przechowywania w Bibliotece Kongresu jako „film znaczący kulturowo, historycznie lub estetycznie”.
Animacja doczekała się trzech pełnometrażowych kontynuacji: Shrek 2 (2004), Shrek Trzeci (2007) i Shrek Forever (2010), a także spin-offów – Kot w butach (2011) oraz Kot w butach: Ostatnie życzenie (2022).
Premiera filmu w Polsce odbyła się w kinach 13 lipca 2001 roku z dystrybutorem UIP i tłumaczeniem Bartosza Wierzbięty.

## Fabuła
Ogr o imieniu Shrek wiedzie samotne życie do czasu, gdy w wyniku represji okrutnego Lorda Farquaada na jego bagno zostają zesłane różne bajkowe postacie, m.in. Pinokio, Wilk i siedmiu krasnoludków. Chcąc odzyskać spokój na terenie swojej posiadłości, Shrek decyduje się na wyprawę do siedziby Farquaada, miasta Duloc, by odebrać prawa do swoich ziem. W wyprawie towarzyszy mu niezdarny i gadatliwy Osioł. Shrek i Farquaad zawierają układ: w zamian za otrzymanie dokumentu ogr zobowiązuje się uwolnić ze smoczej wieży piękną królewnę Fionę, którą Lord wybrał za pośrednictwem magicznego lustra na swoją przyszłą małżonkę. Po dotarciu do smoczej wieży Shrek odbija Fionę i wychodzi cało z potyczki ze smoczycą, która chwilę później zakochała się w Ośle.
Podczas drogi powrotnej nawiązuje się uczucie pomiędzy Shrekiem a Fioną. Żadne z nich nie zdobywa się jednak na miłosne wyznanie. Królewna w międzyczasie ujawnia swoją tajemnicę – po zachodzie słońca w konsekwencji rzuconego na nią uroku przemienia się w ogrzycę. Fiona, mimo uczucia, jakim darzy Shreka, decyduje się na ślub z Lordem Farquaadem, bo wierzy, że pocałunek z Lordem przerwie urok rzucony na nią. Shrek na skutek mobilizacji ze strony Osła rusza do Duloc, by wyznać uczucie Fionie. W ostatniej chwili przerywa ceremonię zaślubin, po czym wyznaje miłość Fionie, która po pocałunku przemienia się na stałe w ogra. Farquaad zostaje zjedzony przez smoczycę, a Shrek i Fiona biorą ślub.

## Obsada
| Postać        | Oryginalna ścieżka dźwiękowa | Polski dubbing       |
| ------------- | ---------------------------- | -------------------- |
| Shrek         | Mike Myers                   | Zbigniew Zamachowski |
| Osioł         | Eddie Murphy                 | Jerzy Stuhr          |
| Fiona         | Cameron Diaz                 | Agnieszka Kunikowska |
| Lord Farquaad | John Lithgow                 | Adam Ferency         |
| Robin Hood    | Vincent Cassel               | Janusz Zadura        |
| Ciastek       | Conrad Vernon                | Tomasz Bednarek      |

## Odbiór

### Box office
Budżet filmu wyniósł 60 milionów dolarów. W Stanach Zjednoczonych i Kanadzie film zarobił blisko 268 mln USD. W innych krajach przychody wyniosły blisko 217 mln, a łączny przychód z biletów 484,4 miliona dolarów.

### Krytyka w mediach
Film spotkał się z dobrą reakcją krytyków. W serwisie Rotten Tomatoes 88% z 203 recenzji jest pozytywne, a średnia ocen wyniosła 7,81/10. Na portalu Metacritic średnia ocen z 34 recenzji wyniosła 84 punkty na 100.

### Nagrody i nominacje
Film w 2002 zdobył Oscara za najlepszy film animowany pełnometrażowy oraz był nominowany do tej nagrody za najlepszy scenariusz adaptowany. Otrzymał również cztery nominacje do MTV Movie Awards w kategoriach: najlepszy film, najlepsza rola komediowa (Mike Myers i Eddie Murphy) oraz najlepszy zespół (Cameron Diaz, Eddie Murphy i Mike Myers).
Film w 2020 pojawił się na liście National Film Registry.